# Елена Алипина
Елена Алипина (греч. Ἑλένη; X век) — супруга византийского императора Константина VIII, мать императриц Зои и Феодоры.

## Биография
Сведения о жизни Елены крайне скудны. О ней известно по краткому сообщению в «Хронографии» Пселла и от повторивших за ним Скилице и Зонаре.
Пселл сообщает, что ещё в юности Константин VIII женился на Елене. Она происходила из знатного византийского рода, её отец Алипий был первым министром при императоре Василии II. Пселл пишет, что она была «жена, прекрасная лицом и добрая душой».
Елена родила Константину трёх дочерей:
- Евдокию,
- Зою (ок. 978 — июнь 1050),
- Феодору (984 — 31 августа 1056).